# Refugio Freiburger Hütte

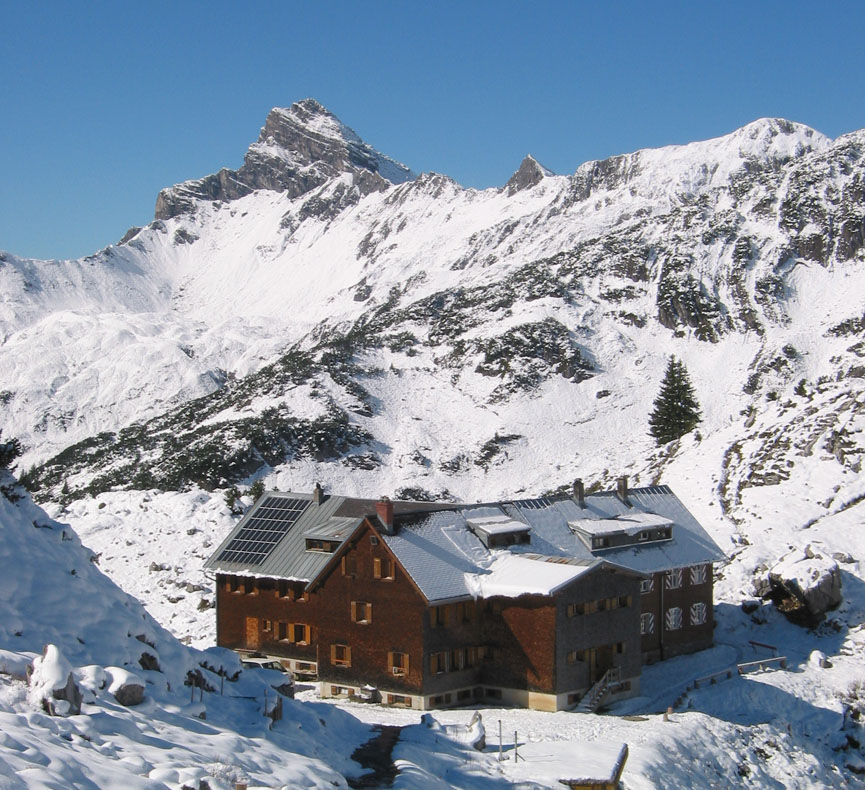
Freiburger Hütte

El refugio Freiburger Hütte (alemán para cabaña friburguesa) es un refugio de montaña que pertenece a la sección de Friburgo del Club Alpino Alemán. Está ubicado en los Montes de Lechquellen, una pequeña cordillera de los Alpes Calcáreos Septentrionales de Vorarlberg, Austria, por encima del lago de Formarin, a una altitud de 1918 m s. n. m., delante de la cima Rote Wand. 
La cabaña fue construida en 1912, expandida entre 1975 y 1977 y desde 1993 está equipada con un sistema de energía solar fotovoltaica.